# 塩田せつ
塩田 せつ（しおだ せつ、1887年（明治20年）3月29日 - 1958年（昭和33年）10月27日）は、日本の教育者である。旧姓は飯田。

## 経歴・人物
千葉県印旛郡木下町（現在の印西市）に生まれ、千葉女子師範学校（現在の千葉大学教育学部・大学院教育学研究科）に入学する。1904年（明治37年）に卒業後は、成田尋常小学校（現在の成田市立成田小学校）で教鞭を執り以後千葉県内の小学校および師範学校の教師として活動した。1909年（明治42年）に水産学校の講師として活動した塩田文隣と結婚したことにより、夫の勤務地であった宮城県宮古市を経て岩手県、北海道内の学校に転勤する。
1919年（大正8年）に夫が死去したことにより、帰郷し布鎌尋常小学校（現在の栄町立布鎌小学校）にて訓導にあたった。1929年（昭和4年）には千葉県農会立家政女学校で教鞭を執り、1945年（昭和20年）の退職まで舎監も務め農村生活においてのカリキュラムにより独自の女子教育にもあたる。これによって千葉県知事・福永尊介および千葉県教育会から表彰を教育功労者として受賞した。

## 受賞歴
- 千葉県知事賞 - 1928年（昭和3年）受賞[2]。
- 千葉県教育会賞 - 1930年（昭和5年）受賞[2]。